# Cyrtodactylus lateralis
Espèce
Synonymes
- Gymnodactylus lateralis Werner, 1896

Cyrtodactylus lateralis est une espèce de geckos de la famille des Gekkonidae.

## Répartition
Cette espèce se rencontre en Malaisie occidentale et à Sumatra en Indonésie.

## Publication originale
- Werner, 1896 : Zweiter Beitrag zur Herpetologie der indo-australischen Region. Verhandlungen der Zoologisch-Botanischen Gesellschaft in Wien, vol. 46, p. 6-24 (texte intégral).